# Temi di American Beauty
Il film del 1999 American Beauty, diretto da Sam Mendes e sceneggiato da Alan Ball, affronta svariati temi, specialmente relativi alla società.

## Possibili interpretazioni
I critici e gli studiosi sono divisi non tanto sulla qualità del prodotto, quanto sulle molteplici interpretazioni dello stesso.
Descritto da molti come una storia sul «senso della vita», piuttosto che sulla sessualità dell'uomo e della donna o ancora sulla «drammatica esistenza nei sobborghi americani», American Beauty non è ascrivibile a nessun argomento o genere in particolare per ammissione stessa di Sam Mendes: «La sceneggiatura sembrava riguardare qualcosa di diverso ogniqualvolta la si rileggeva.
[...] Si tratta di una storia misteriosa, un viaggio caleidoscopico attraverso i quartieri statunitensi, una serie di storie d'amore.
Può sembrare che si focalizzi sulla non-libertà, sulla solitudine e sulla bellezza.
È al tempo stesso divertente, caratterizzato dall'ira e triste».
Il critico letterario Wayne C. Booth, al contrario, ritiene che il film sia caratterizzato da un denominatore comune, che non può essere definito in maniera esaustiva come satira dei costumi della società americana, la quale a sua volta è colpevole di fraintendere il concetto di bellezza.
È più marcato, secondo lui, l'accento su di un vero e proprio ritratto della bellezza, in uno scenario che presenta crudeltà, comportamenti deprecabili e anche orrore.
Non si può sintetizzare tutto il lavoro mediante le frasi filosofiche di Lester o di Ricky sul modo di condurre una vita e sul significato della stessa; egli sostiene, nondimeno, che la complessità interpretativa della pellicola stia nel trovare una sua anima, un soggetto principale che «assecondi tutte le possibili scelte».
Nel caso di American Beauty tale soggetto non è riscontrato da Booth né in Mendes né in Ball.
Il regista statunitense reputa Alan Ball il personaggio fondamentale nella creazione del film, ma anche nei momenti in cui lo scrittore «influenzava fortemente» le riprese sul set, Mendes non poteva fare a meno di concepire determinate scene o atmosfere in maniera differente, come il passaggio dal tono cinico, imposto dal copione, ad uno più ottimistico.
Date le «innumerevoli influenze sull'autore originale», coloro che tentano di interpretare American Beauty «hanno dimenticato di rilevare che esso presenta un fulcro inafferrabile»: il vero motivo conduttore della pellicola è l'energia creativa che «centinaia di persone hanno impiegato nella sua produzione, in accordo o in disaccordo che fossero, inserendo e tagliando», conclude Booth.

## Prigionia, libertà e riscatto
Mendes definisce il suo lavoro come una sorta di evoluzione dell'imprigionamento, dalle prime fasi sino alla fuga.
La monotonia della vita di Lester si riflette attraverso il suo grigio, anonimo posto di lavoro e l'abbigliamento totalmente privo di carattere.
In tali scene è talvolta ripreso come se fosse intrappolato, ripetendo con grande disappunto le stesse azioni quasi in maniera rituale.
Non è un caso che egli si masturbi entro la soglia del box doccia; è la prima metafora di una condizione di prigionia, come quando il suo volto è riflesso nel monitor del computer tra colonne di numeri, «confinato e quasi cancellato».
Il professore e autore Jody W. Pennington vede nel cammino di Lester il centro di tutta l'opera.
Il suo risveglio sessuale attraverso l'incontro con Angela è soltanto il primo di una serie di punti di svolta, tra cui il totale abbandono e disprezzo delle responsabilità che la vita agiata e di routine comportava.
Dopo aver condiviso uno spinello con Ricky, lo spirito di Lester è maggiormente rilassato e può ribellarsi contro il tradimento di Carolyn.
Profondamente cambiato da questo rapporto di fiducia con il giovane vicino di casa, il protagonista si autoconvince che Angela è raggiungibile e si rende conto che la sua è una «banale, materialista esistenza suburbana»; in tal senso, la scelta di lavorare presso un fast food rappresenta quella regressione che gli avrebbe permesso di «vedere l'intera vita davanti a sé».
Quando Lester è sorpreso dalla moglie a masturbarsi, la sua risposta al rimprovero è quantomai seccata, giacché, per la prima volta all'interno del film, egli sente la necessità di esternarle il proprio disappunto sulla loro pressoché inesistente vita di coppia.
Affrontando apertamente questo ed altri problemi con Carolyn, Lester tenta di «riacquistare voce in capitolo in una casa che sembra ascoltare solamente le esigenze della madre e della figlia».
La maturazione definitiva del protagonista si attua nel finale, quando la scoperta della verginità di Angela frena i suoi istinti sessuali in favore di quelli paterni, stringendola a sé e confortandola.
Ed è questa per Sam Mendes «la conclusione del viaggio [di Lester] più soddisfacente che ci sarebbe potuta essere».
In particolare, con queste ultime scene il regista vuole mostrare il termine di una «ricerca mitica»: Lester prende una birra dal frigorifero, la macchina da presa si sofferma su di lui per poi staccare sul corridoio, dove la camminata del protagonista simboleggerà l'inevitabile destino verso cui si sta dirigendo.
Proprio quando sembra che la sua vita sia cambiata radicalmente, arriva l'annunciata fine.
Mentre Lester si rallegra nel vedere una foto di famiglia, l'inquadratura passa lentamente dall'uomo al muro della cucina, che poco dopo verrà macchiato col sangue del protagonista; la lenta panoramica successiva riflette la tranquillità con cui egli ha affrontato la morte.
Lo sguardo di Ricky sul corpo di Lester sanguinante a terra secondo Mendes è «l'apice del significato» del film: che la bellezza si trova dove meno te lo aspetti.

## Conformismo e bellezza
Come già altri film statunitensi del 1999 (Fight Club, Al di là della vita, Magnolia), l'opera consiglia al proprio pubblico di «condurre un'esistenza più significativa».
La pellicola discute, disapprovando, il tema del conformismo, senza con ciò negare la necessità di esso per le persone; lo si nota in particolar modo nell'atteggiamento dei due Jim, che vogliono solamente adattarsi.
I vicini dei Burnham non sono altro che una satira della «vita di coppia omosessuale borghese», la quale «investe nella monotonia paralizzante», che il film, più in generale, critica nelle coppie eterosessuali.
L'autrice femminista Sally R. Munt sostiene che American Beauty utilizzi gli elementi del cinema d'essai per proporre il suo messaggio anti-conformista specialmente al ceto medio e che tale approccio rappresenti un «cliché di preoccupazione borghese.
La premessa di fondo è che il lusso di trovare il proprio io attraverso la negazione e la rinuncia è sempre aperto a coloro che sono ricchi abbastanza da poter scegliere, e scaltri abbastanza da presentarsi simpaticamente come dei ribelli».
Il professor Roy M. Anker afferma che uno degli obiettivi del film è portare lo spettatore a «guardare da vicino», a farlo riflettere sulla bellezza che lo circonda e sulla condizione mortale dell'uomo, come in apertura, quando alle scene introduttive sulla vita dei Burnham e dei loro vicini si contrappone la voce narrante di Lester che preannuncia la propria imminente fine.
Per il critico, inoltre, un'introduzione del genere pone una serie di misteri: «Da quale luogo esattamente [...] è narrata la storia? Se lui è già deceduto, perché si preoccupa di voler raccontare il suo ultimo anno di vita? Sorge anche una domanda sul come Lester sia morto - o morirà». In questo senso egli reputa la sequenza iniziale, in cui Jane discute con Ricky sulla possibilità di assassinare il padre, un ulteriore enigma.
Non condivide la scrittrice Ann C. Hall, a cui sembra che la soluzione più plausibile per la scoperta dell'assassino di Lester offerta nella prima scena serva al pubblico per accantonare tale questione e concentrarsi piuttosto sul significato filosofico della pellicola.
Attraverso l'analisi della vita del protagonista, la rinascita ed infine la morte, American Beauty schernisce le aspirazioni del ceto medio americano.
L'improvviso cambiamento di Lester è solo il risultato del suo desiderio sessuale nei confronti di Angela; egli dunque è l'espressione dell'euforia dell'uomo medio dovuta alla propria insita sessualità puberale come percorso di crescita personale.
Carolyn è pervasa da un concetto di felicità altrettanto convenzionale.
Il suo amore domestico verso la «casa perfetta», l'automobile, le attrezzature da giardinaggio, denuncia il «recupero americano della visione millenaria di Pleasantville o del Giardino dell'Eden».
I Burnham sono inconsapevoli del loro essere «filosoficamente materialisti, ed eticamente ferventi consumatori» che si aspettano che «i principi della bellezza americana» gli arrechino gioia.
Anker sostiene che «sono indifesi al cospetto degli stereotipi sessuali ed economici che loro stessi e la loro cultura hanno creato per giungere alla salvezza».
Ricky è invece il visionario e mistico fulcro del film, un personaggio che intravede la bellezza nei dettagli della vita quotidiana, filmando quanto vede per paura di perdere tali immagini.
Nella scena in cui mostra a Jane il video del sacchetto di plastica, egli ammette di essersi reso conto in quel preciso istante che esiste «una vita intera dietro alle cose».
Per Roy Anker, Ricky è andato oltre il semplice «rifiuto culturale», è stato in grado di «cogliere lo splendore radioso del mondo creato» per giungere a Dio.
Nel corso della narrazione la famiglia Burnham, e il protagonista in particolare, si avvicina progressivamente ai concetti di Ricky.
Nel momento in cui Lester rifiuta il rapporto con Angela, egli ritorna in sé, inizia a trattarla come una figlia, e vede lui stesso, la ragazza e la sua [di Angela] famiglia «per le povere e fragili, ma meravigliose, creature che sono».
La foto che osserva prima di essere assassinato gli reca la manifestazione della teofania, infondendo in lui «stupore, gioia e felicità d'animo»; in conclusione, è riuscito ad intendere il mondo così com'è.
Secondo Patti Bellantoni, i colori sono impiegati simbolicamente per tutta la durata del film, specie il rosso, che guida la storia e «definisce l'arco di Lester».
Se inizialmente sono i colori grigi a riflettere la sua passività, in un secondo tempo egli si circonda del colore rosso per riacquistare la propria individualità.
La cosiddetta Rosa American Beauty è il simbolo della pellicola.
Rappresenta nei sogni erotici di Lester il desiderio verso Angela, circondata da petali, ma anche, per Carolyn, «l'apparenza del successo suburbano».
In quasi tutti gli angoli della casa dei Burnham vi sono rose, quasi a manifestare «una maschera che copre una realtà squallida e sgradevole»; la stessa Carolyn ritiene che «finché ci possono essere le rose, tutto va bene».
Le taglia e le colloca all'interno di vasi, dove possono adornare la sua visione di bellezza solo apparente e cominciare ad appassire.
Nella scena di seduzione tra Lester e Angela, le rose nel vaso esprimono la vita precedente dell'uomo e l'amore perduto verso la moglie.
E l'inquadratura, che si sofferma sui due amanti e fa scivolare l'immagine dei fiori fuori dallo schermo, è la metafora del cambiamento affettivo di Lester.
L'epifania dell'uomo raggiunta alla fine del film è ritratta dalla scorrere lento della pioggia e dall'uso rosso, nella costituzione di un crescendo che fa da contrasto con la sua [di Lester] sensazione di liberazione.
La scelta di utilizzare a più riprese tale colore, reso consuetudine, «culla il pubblico in modo subliminale», ed è per questa ragione che le macchie di sangue sul muro lasciano lo spettatore impreparato.

## Sessualità e repressione
La tesi di Pennington è che i personaggi del film siano definiti a seconda della loro sessualità.
L'intento di Lester di rivivere gli anni giovanili è il risultato della sua brama di Angela, e la relazione con la moglie è in parte mostrata attraverso la totale mancanza di contatto fisico.
Altrettanto sessualmente frustrata, Carolyn tradisce il marito, passando da «fredda perfezionista» ad anima spensierata che «canta felicemente» assieme alla sua autoradio.
Nelle conversazioni di Jane e Angela il sesso è un argomento ricorrente, con le fantomatiche esperienze di Angela e i consigli reciproci tra le due; le loro nudità suggeriscono al pubblico la condizione estremamente vulnerabile delle ragazze.
Il peso delle parole di Angela nei confronti di Jane viene meno progressivamente, finché l'unico legame che le unisce è l'attrazione per Lester.
Il colonnello Fitts reagisce con disgusto all'incontro con la coppia dei Jim, e manifesta al figlio: «Perché i froci devono sempre sbattertelo in faccia? Come fanno a essere così svergognati?».
Ricky replica: «Il fatto è questo papà: per loro non è una cosa di cui vergognarsi».
Per Jody Pennington le domande retoriche di Frank non sono omofobe, bensì un «angosciato auto-interrogatorio».
La pellicola «solleva in maniera ancora più accentuata la tematica della mascolinità in crisi», già analizzata nelle sue differenti sfaccettature in altri film di fine millennio, come il citato Fight Club o anche Nella società degli uomini, American Psycho, Boys Don't Cry.
Tutti questi lavori, critica il professor Vincent Hausmann, nel loro rafforzamento della mascolinità «contro le minacce poste dalla guerra, dal consumismo, e dalle sfide femministe e queer», espongono la necessità di «concentrarsi, e persino di privilegiare» aspetti virili «ritenuti devianti».
La trasformazione di Lester suggerisce «che lui stesso, e non la donna, ha sopportato i disagi conseguenti alla [mancanza di vita]», e pertanto non ha intenzione di essere "evirato".
I suoi tentativi di «fortificare la tradizionale mascolinità» entrano in conflitto con le responsabilità paterne; pur descrivendo il cammino di redenzione positivo del protagonista, il film non rende Lester «la figura iper-virile decantata implicitamente in una pellicola come Fight Club».
Ultimando l'argomentazione, Hausmann ritiene l'atteggiamento dell'uomo verso Angela una «malaccorta ma strettamente necessaria iniziativa attraverso cui possa compiersi il suo divenire, nuovamente, padre».
Sempre secondo il critico britannico, American Beauty «afferma implicitamente l'importanza di sostenere la proibizione contro l'incesto», argomento frequente nel lavoro di Ball, che peraltro mette in parallelo i tabù legati a tale atto con quelli connessi all'omosessualità.
E anziché realizzare una netta distinzione, il film esamina come la repressione possa condurre alla violenza.
Frank Fitts è talmente a disagio con la propria condizione sessuale che arriva a uccidere Lester; all'opposto, Jim Olmeyer e Jim Berkley sono i personaggi più regolari nella narrazione.
Lo stesso sceneggiatore affermò che tra le materie trattate vi si possono ritrovare i principi dell'omofobia, ovverosia la paura e la repressione, i cui effetti distruttivi vengono sottolineati.
Si presentano inoltre due tipi di desideri incestuosi insoddisfatti: la ricerca di Angela da parte di Lester è la manifestazione della sua brama verso Jane, mentre l'atteggiamento inibito del colonnello Fitts si esprime attraverso la rigida disciplina sessualizzata con cui controlla il figlio.
Ciò permette a Ricky di ferire profondamente il padre, dichiarandogli un'omosessualità inesistente in lui.
La figura di Frank Fitts, come già accennato, si ispira deliberatamente al vero padre di Alan Ball, un uomo infelice che represse i sentimenti più nascosti.
Il ritardo della rivelazione dell'uomo nel corso del film è letto dalla Munt come una possibile «dilazione delle fantasie incestuose dello sceneggiatore verso il padre».

## Struttura temporale e musica
American Beauty segue una struttura narrativa classica, eccezion fatta per la scena d'apertura ripresa a metà film.
Secondo Jacqueline Furby la trama, che si estende su un anno sebbene raccontata dal protagonista al momento della sua morte, «non occupa alcuno spazio o lo occupa interamente», citando l'affermazione di Lester:
(Introduzione del monologo finale)
È, al contrario, un «ritmo ripetitivo» a formare la struttura portante del film.
Alcune situazioni speculari sono riprese con impercettibili ma significative differenze comportamentali, come il secondo pasto serale della famiglia Burnham, in cui, per esempio, il linguaggio del corpo di Lester denota la sua ritrovata assertività rispetto al primo.
La scena invece in cui Jane si toglie il reggiseno mentre Ricky la sta riprendendo dalla finestra trova la sua corrispondente nella sequenza, allo stesso modo «voyeuristica ed esibizionista», in cui la ragazza filma il giovane vicino di casa in un momento di vulnerabilità.
Le visioni di Lester sono enfatizzate dal rallentatore e da inquadrature ripetitive; Mendes si servì di doppi e tripli tagli in varie scene, sfruttando al contempo la musica per rendere consapevole il pubblico del vicino sogno.
Si ritrovano espedienti del genere nel primo incontro tra Angela e il protagonista, quando allo spettacolo in palestra delle cheerleader sulle note di On Broadway egli reagisce fissando sempre più lo sguardo sull'amica della figlia.
Il rallentamento indica la sua «ipnosi voyeuristica», tanto profonda da immaginare che nell'intera struttura vi siano solo lui e lei, per un'esibizione esclusiva.
La canzone, che dà un rilievo convenzionale all'azione sullo schermo, è in seguito sostituita da un suono dissonante caratterizzato da percussioni, mancante di melodia e progressione armonica.
Tale accompagnamento extradiegetico è importante soprattutto per costituire una sorta di stasi narrativa, trasmettendo a Lester un attimo di indefinita durata.
L'effetto è quello che il professore associato Stan Link paragona a un «tempo verticale», e che il compositore e teorico della musica Jonathan Kramer descrive come rumore che conferisce «un presente individuale enormemente dilatato nel tempo, un ora potenzialmente infinito percepito comunque alla stregua di un istante».
La musica, adoperata a mo' di segnale visivo nella fantasia, si interrompe con il ritorno del tempo teleologico e di On Broadway.
Drew Miller di Stylus Magazine ritiene che la colonna sonora «[conferisca] una connotato irrazionale» alla psiche dei personaggi e completi il sottotesto.
L'impiego della musica pop «accompagna e inserisce in un preciso contesto» l'ambizione di Lester di recuperare la propria gioventù, caratterizzata dalla controcultura degli anni sessanta e dalla sua lotta contro la repressione americana attraverso la musica e le droghe; per queste ragioni il protagonista inizia ad ascoltare pezzi rock e ad assumere stupefacenti.
Le scelte in materia musicale del regista, in tal senso, ripercorrono progressivamente la storia della musica moderna statunitense.
Verso la fine del film le composizioni di Thomas Newman si fanno via via più rilevanti, mediante la creazione di un «ritmo inquietante» che marca la tensione delle immagini.
La sola apparente eccezione è Don't Let It Bring You Down, riprodotta durante l'approccio fisico di Angela con Lester.
Il testo della canzone parla di «castelli che bruciano», una possibile metafora della percezione della giovane da parte dell'uomo, la quale si incendia letteralmente per rivelare «la timida, poco sviluppata ragazza che, come la moglie, ha volontariamente plasmato un io fasullo di fronte alle persone».